# John Walter Scott

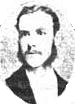
John Walter Scott

John Walter Scott (* 2. November 1845 in London; † 4. Januar 1919 in New York, Vereinigte Staaten) war ein US-amerikanischer Briefmarkenhändler, Briefmarkenauktionator und Verleger. Er wurde „Vater der amerikanischen Philatelie“ genannt.

## Leben
Im Alter von neun Jahren begann Scott Briefmarken zu sammeln. Nachdem er bereits in London mit Briefmarken handelte, wanderte er 1863 nach Amerika aus und wurde noch im selben Jahr amerikanischer Staatsbürger. Zunächst war er in New York wieder Markenhändler, um dann 1865 am kalifornischen Goldrausch teilzunehmen. Nachdem er dort mit dem Schürfhandel keinen Erfolg hatte kehrte er nach zwei Jahren nach New York zurück, um wiederum mit Briefmarken zu handeln. In den nächsten zwei Jahrzehnten wurde er der führende Briefmarkenhändler des Landes.
Ab 1868 war er Herausgeber des „American Journal of Philately“, der ersten bedeutenden Fachzeitschrift für Briefmarken in den USA. Ebenfalls 1868 erschien sein erster Scott-Katalog. Dieser Katalog ist heute der bedeutendste amerikanische Briefmarkenkatalog. Außerdem brachte er weitere Sammlerzeitschriften heraus, unter anderem „The Metropolitan Philatelist“, den „J.W. Scott & Co., Ltd. Weekly News Letter“ und das „Coin Collector's Journal“.
Am 28. Mai 1870 führte er die erste Briefmarkenauktion der Welt durch. Zwei Jahre später eröffnete er eine Filiale in London, wo er seine fünfte Auktion veranstaltete. Diese Auktion vom 18. März 1872 war die erste Briefmarkenauktion in Europa. 1885 verkaufte er den Firmennamen, den Katalog und seinen Warenbestand an die Calman Brüder. Scott verlor kurze Zeit später sein Vermögen durch Spekulation und trat anschließend wieder mit seinem eigenen Namen geschäftlich auf. Die Calman Brüder klagten dagegen, verloren aber den Prozess. 
Außerdem organisierte Scott Briefmarkenausstellungen. Sein Sohn Walter Stone Scott (1871–1948) wurde ebenfalls Auktionator für Briefmarken und Postgeschichte.

## Mitgliedschaften
- Mitbegründer der „New York Philatelic Society“
- Gründungsmitglied des „Collectors Club of New York“, bei dem er später Vorsitzender wurde
- „American Philatelic Association“ (jetziger Name: „American Philatelic Society“) unter anderem als Vorsitzender

## Auszeichnungen
- 1941 wurde er in die „American Philatelic Society Hall of Fame“ aufgenommen.